# Planetenweg Weissenstein
Der Planetenweg Weissenstein ist ein Lehrpfad im Kanton Solothurn in der Schweiz. Er führt auf der südöstlichen Bergkette des Faltenjuras vom Weissenstein bis auf die zum Grenchenberg gehörende Stallflue.

## Verlauf
Der Planetenweg beginnt beim Kurhaus Weissenstein an der Bergstation der Gondelbahn Oberdorf–Weissenstein und führt auf der Route des Jurahöhenwegs über die Hasenmatt zum Althüsli und bis zum Grenchenberg. Die Dauer der Wanderung beträgt etwa drei Stunden und 30 Minuten. Der Planetenweg wurde 1978 durch die Vereinigung Pro Weissenstein errichtet. Finanziert wurde er durch Mitgliederbeiträge sowie durch je einen Beitrag von Kanton und Stadt Solothurn.
Der Beginn des Planetenwegs besteht aus einem dominanten Sonnenmodell beim Kurhaus Weissenstein. Es ist eine gelbe Kugel auf einem Mast mit Inschriften, der wiederum auf einer runden Tafel steht, die die Lage des Orbits anhand der Tierkreiszeichen aufzeigt. Die einzelnen Planeten sind an den Standorten am Weg in runden Infotafeln über gemauerten Sockeln angebracht. Pluto (auf der Stallflue) wird im Planetenweg noch nicht als Zwergplanet geführt. Die kleineren Planeten Merkur, Venus, Erde und  Mars sind als Modelle in Glas eingegossen und so in die Tafel integriert. Die grösseren Planeten Jupiter, Saturn, Uranus und Neptun sind in den Tafeln befestigt. Die Infotafel des Neptuns ist zweimal vorhanden, weil es in seinem Bereich zwei alternative Wegführungen gibt.
Auf den Infotafeln stehen Angaben wie Durchmesser, Rotationsgeschwindigkeit, Achsenneigung, Masse, Temperatur bei Tag und Nacht, Distanz zur Sonne, Umlaufzeit, Anzahl der Monde.

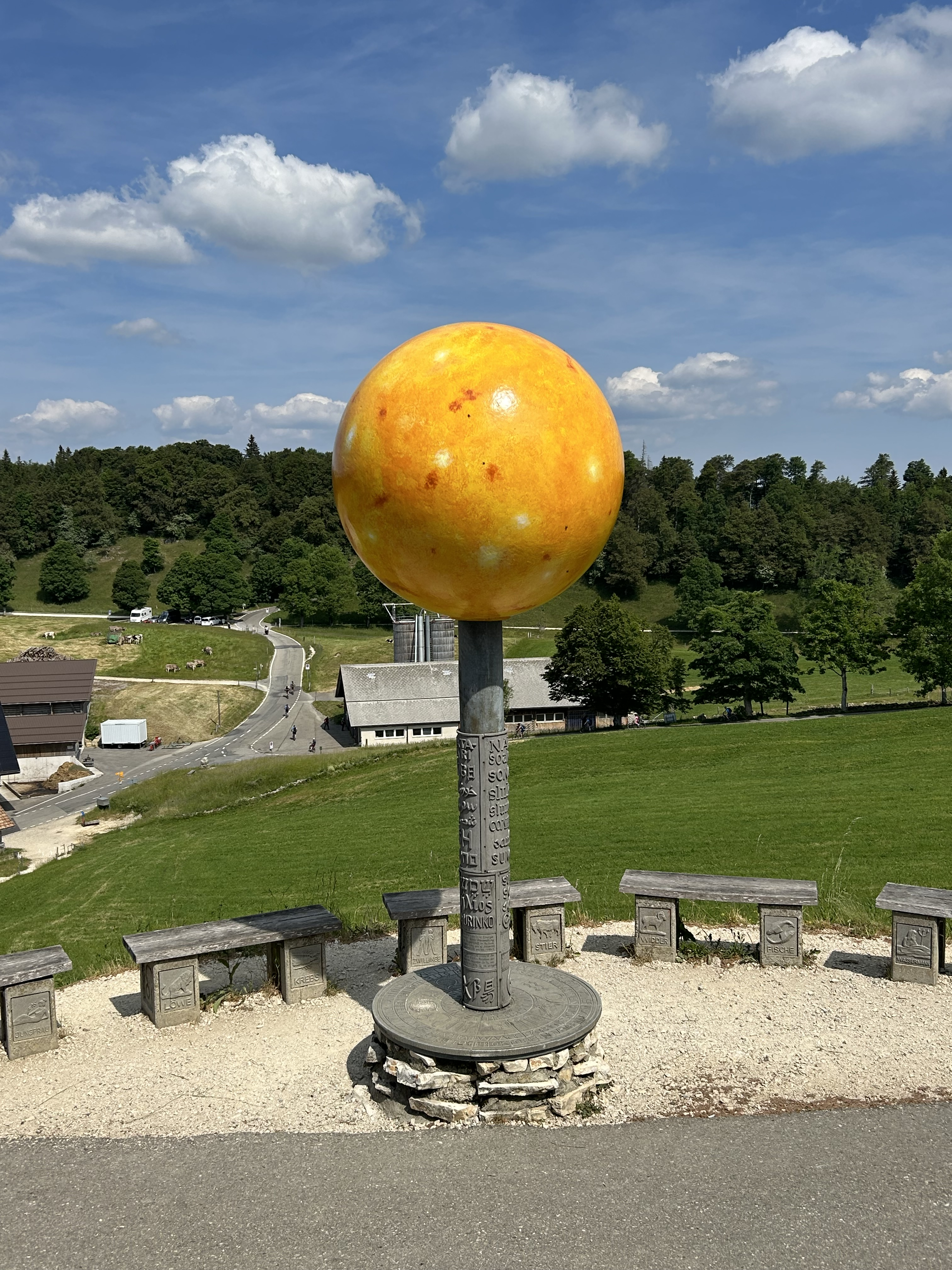
Sonne
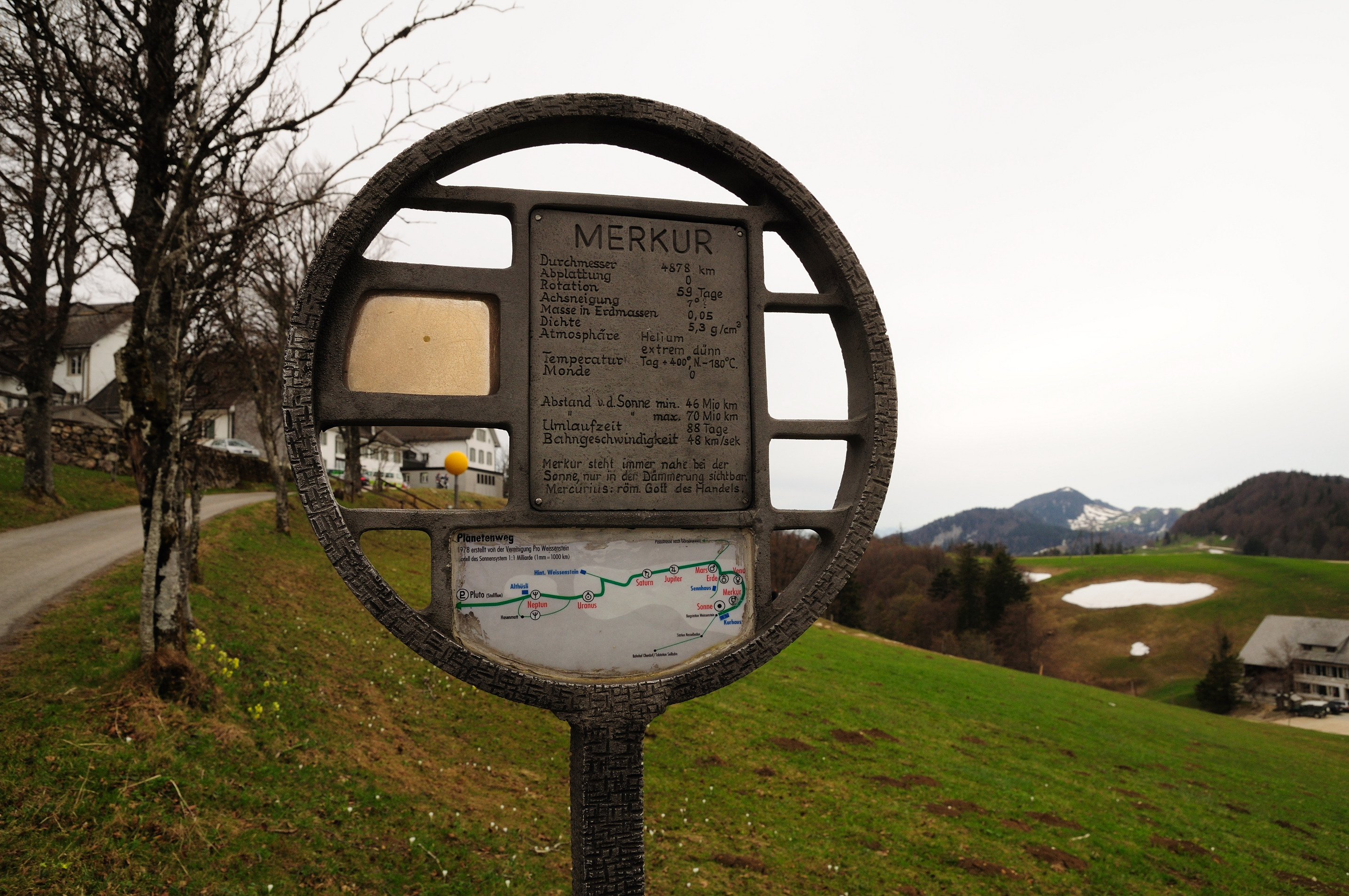
Tafel des Merkur mit der Sonne im Hintergrund
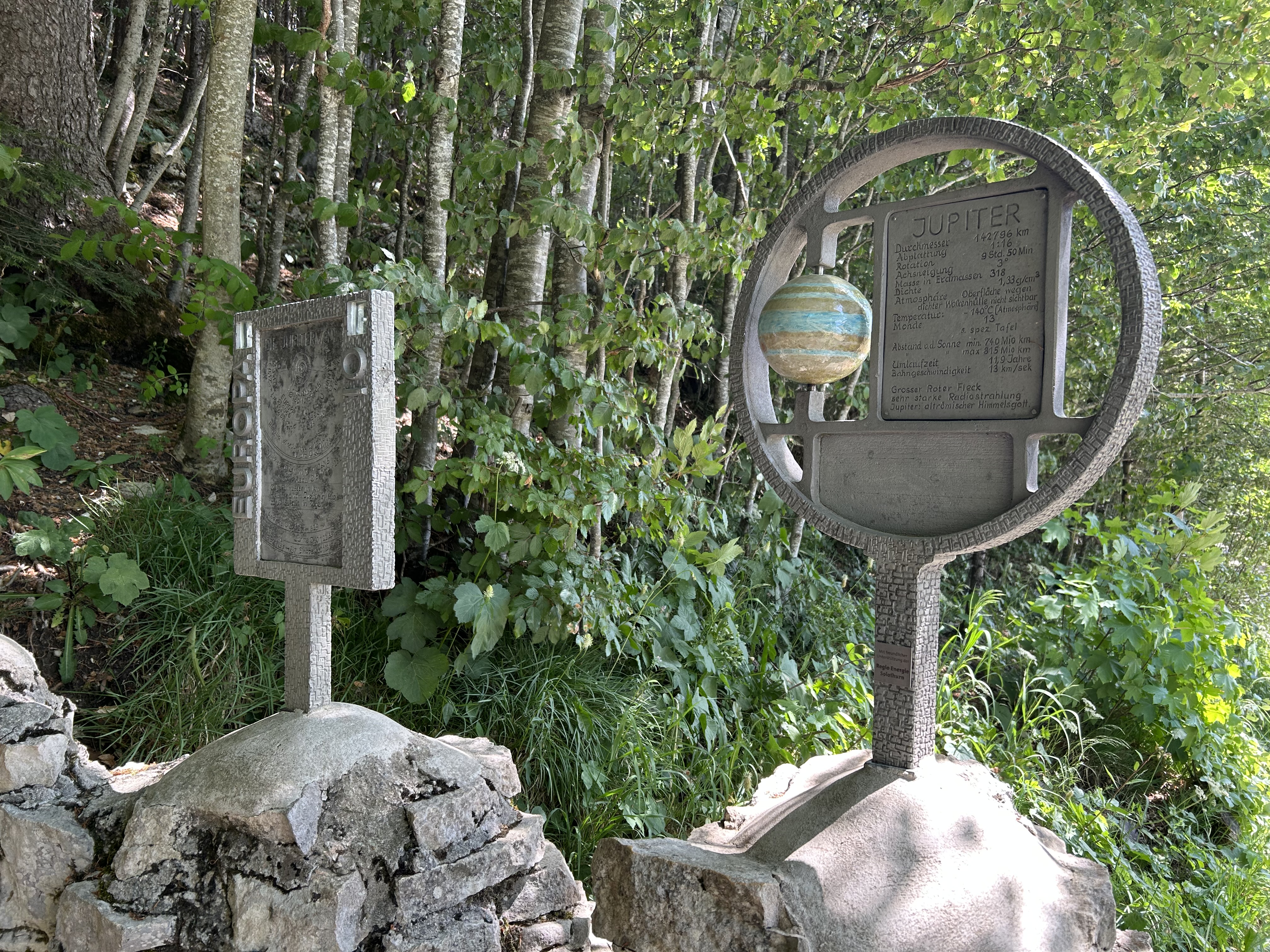
Jupiter

## Massstab
Der Planetenweg ist in einem Massstab von 1:1 Milliarde angelegt und ermöglicht so einen realistischen Vergleich der Grössen und Distanzen im Sonnensystem. Ein Meter des Modells entspricht deshalb einer Million Kilometer im echten Sonnensystem. Der Durchmesser der künstlichen Sonne erscheint dem Betrachter von den Stellen der Planetentafeln aus gesehen genau in der Grösse der realen Sonne, wie sie am Himmel des entsprechenden Planeten erscheinen würde. Bis und mit der Neptuntafel ist das Sonnenmodell vom Wanderweg aus ersichtlich.

Karte des Planetenwegs